# Station d’épuration des eaux usées d’Aïre

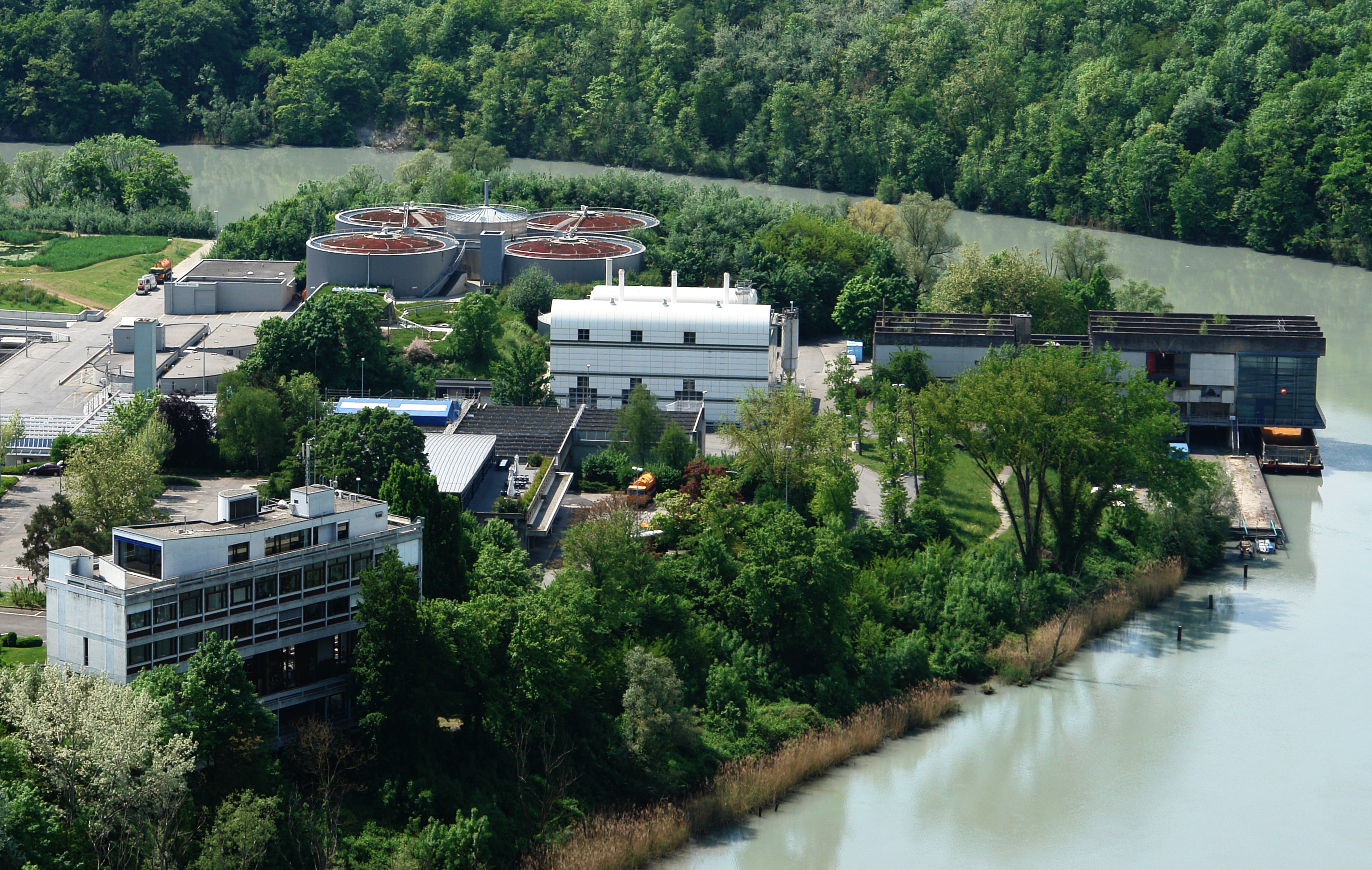
Die Anlage von oben, im linken Bildteil die Reaktoren, im Vordergrund die Verwaltung und am Rhôneufer die Müllverladung

Die Station d'Épuration des eaux usées d'Aïre (kurz STEP d’Aïre) ist die Grosskläranlage des Kantons Genf in Aïre. Sie wurde vom Architekten Georges Brera von 1964 bis 1967 geplant und erbaut.

## Baubeschreibung

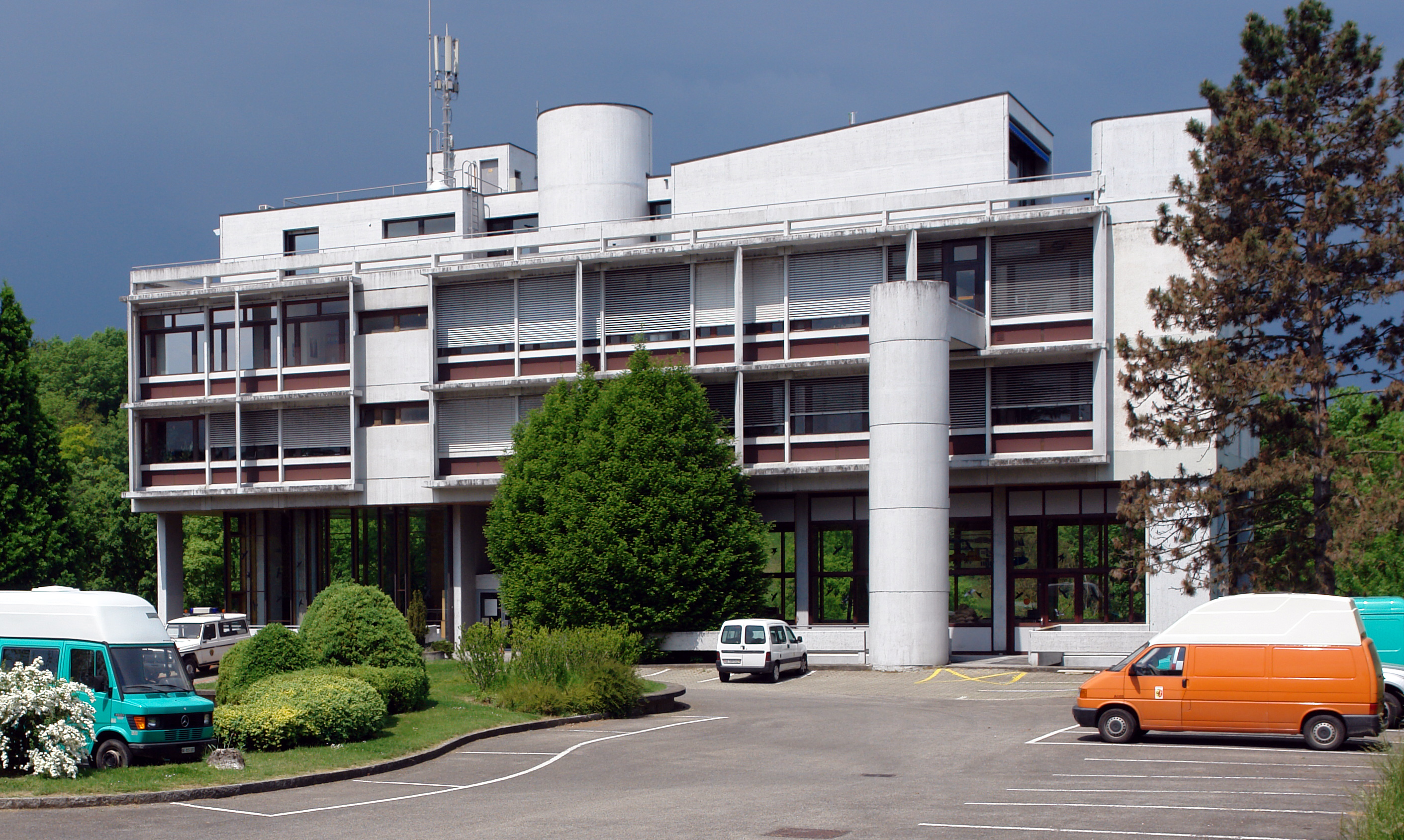
Das Verwaltungsgebäude mit den rahmenartig vor die Fassade gesetzten brise-soleil und mit der skulpturalen Dachlandschaft

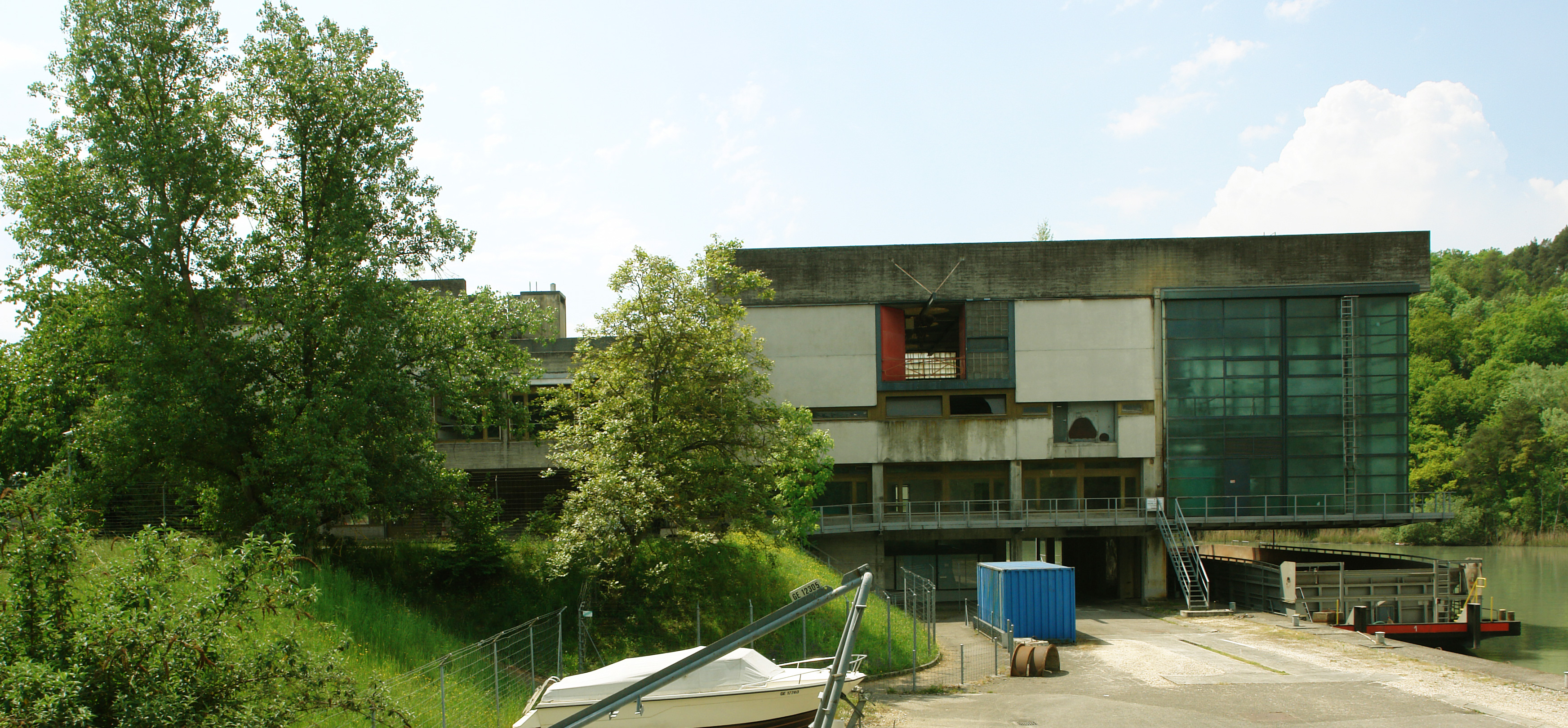
Die Verladestation für Festabfälle

Für die damals neue Bauaufgabe mussten formal angemessene Lösungen erst gefunden werden, für eine Anlage, in der Abwässer, die in einem Pumpwerk gesammelt wurden und dann auf verschiedene Bereiche eines Industriekomplexes verteilt wurden, gab es noch keine allgemeingültigen, ikonografischen Beispiele.
Brera passt den grössten Teil der Anlage in die Landschaft auf der weiten Rhoneschleife ein, entlang dessen Ufer nun ein Fussweg führt, die eigentlichen Klärbecken mit den Abwassersammlern und Reaktoren werden auf einem grossen Rechteck funktionell angeordnet, nur das Dienstgebäude in der Achse der Zufahrt selbst gestalten sie als Landmarke über dem Fluss.
Die Formensprache des Pumpwerks und des Dienstgebäudes hat viele Ähnlichkeiten mit Bauten Le Corbusiers aus dieser Epoche: Die pilotis (das Haus auf Stützen), die brises-soleil, die als Sonnenschutz die Fassade plastisch durchformen, die skulpturalen Aufbauten der Dachlandschaft und der Sichtbeton verweisen auf das Vorbild.

## Kritische Würdigung
Grosse Industrie- und Versorgungsanlagen wurden (und werden) selten als landschaftsbildende Elemente gestaltet. Insofern steht die Kläranlage in gewisser Weise in der Tradition der Revolutionsarchitekturen Ledoux, aber auch der utopischen Zukunftsvisionen etwa eines Tony Garnier. Aktuelle Beispiele, solche grossen Baumassen als skulpturale Elemente der Landschaft zu begreifen, lassen sich etwa in den Braun-Werken in Melsungen von Michael Wilford und James Stirling finden.

## Weitere Nutzung

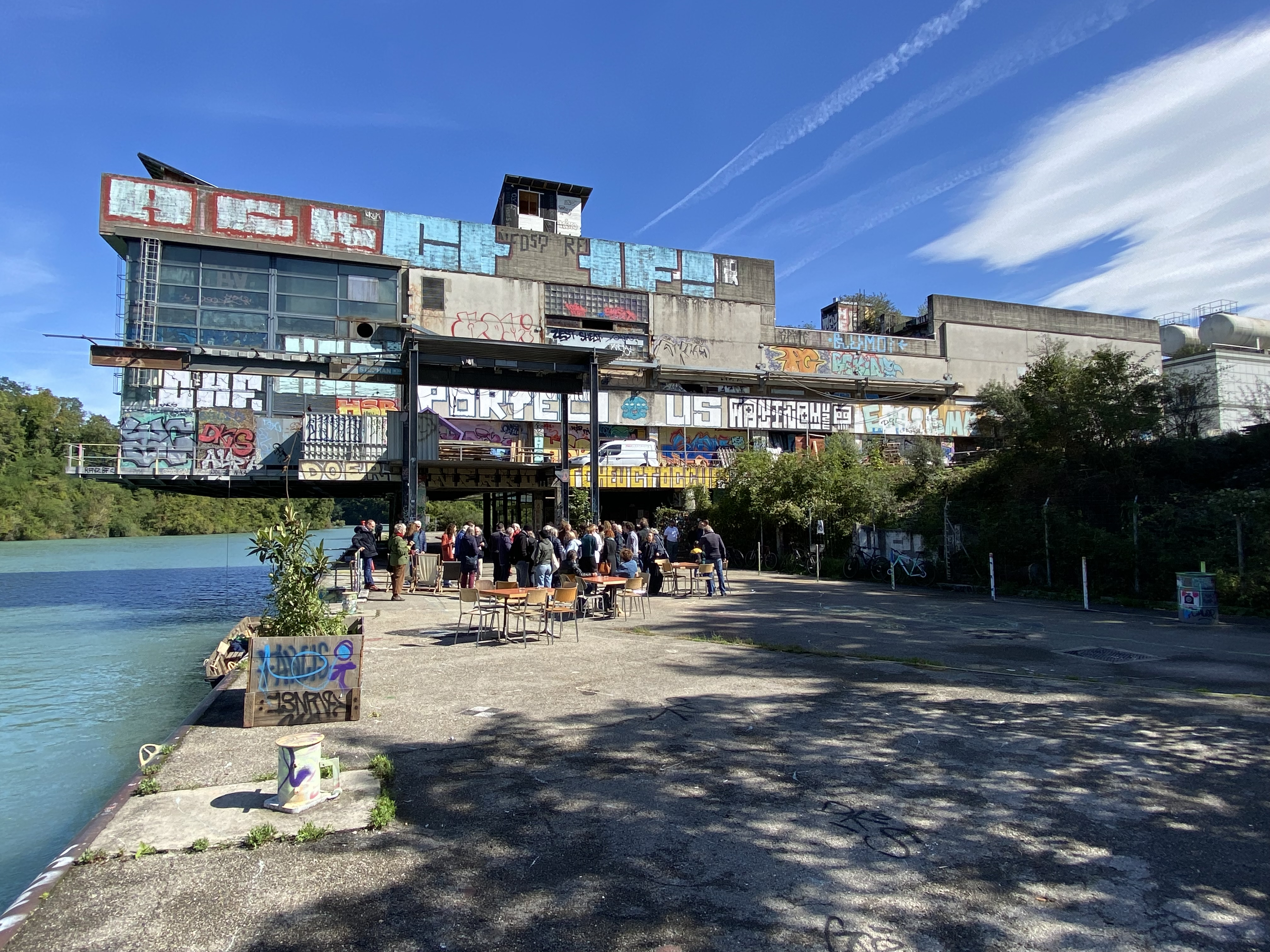
Südfassade des Kulturzentrums

Das Porteous-Gebäude zur Schlammbehandlung, das über 20 Jahre leer stand, wurde zu einem selbstverwalteten Kulturzentrum umgestaltet. Ein erster sanierter Teil, der heute im Inventar schützenswerter Gebäude aufgeführt ist, wurde im Juni 2023 der Öffentlichkeit zugänglich gemacht.

## Erweiterung
Bisher war die Anlage auf 600.000 Einwohnerwerte ausgelegt. Ende 2023 wurde mit einem fünf Jahres Plan begonnen die Leistung auf 1.000.000 Einwohner zu erhöhen und eine Vierte Reinigungsstufe zur gesetzlich geforderten Beseitigung von Spurenstoffen zu installieren. Zudem soll ab 2026 die Schlammbehandlungsanlage zur Gewinnung von Biogas modernisiert und eine Anlage zur Wärmerückgewinnung aus dem Abwasser ergänzt werden.